# Lansallos
Lansallos (in lingua cornica: Lansalwys; 1.600 abitanti ca.) è una località della costa orientale della Cornovaglia in Inghilterra sud-occidentale e, dal punto di vista amministrativo, una parrocchia civile del distretto di Caradon, oltre ad essere una parrocchia ecclesiastica nella diocesi di Truro.

## Geografia fisica

### Collocazione
Lansallos si trova tra i villaggi di pescatori di Polperro e Polruan, e a circa 47 km ad ovest di Plymouth.

## Etimologia
Il termine cornico Lansalwys significa "sito ecclesiastico (in lingua cornico: lan) dal nome Alwys o Alban".